# 珍珠隱小鱂
珍珠隱小鱂，為輻鰭魚綱鯉齒目鰕鱂亞目溪鱂科的其中一種，為熱帶淡水魚，分布於南美洲巴西東南部淡水流域，棲息在底中層水域，生活習性不明。

## 擴展閱讀
維基物種上的相關：珍珠隱小鱂